# Lule Warrenton
Pour les articles homonymes, voir Warrenton.
Lule Warrenton est une actrice, réalisatrice et productrice américaine, née le 22 juin 1862 à Flint (Michigan), morte le 14 mai 1932 à Laguna Beach (Californie).

## Biographie
Au cinéma, exclusivement durant la période du muet, Lule Warrenton apparaît dans quatre-vingt-huit films américains, les dix premiers étant des courts métrages sortis en 1913, dont Le Loup-garou  d'Henry MacRae (avec Phyllis Gordon). Ses trois derniers sortent en 1922.
Mentionnons également Across the Footlights de Burton L. King (1915, avec Adele Lane et William C. Dowlan), When a Man Rides Alone d'Henry King (1919, avec William Russell et Carl Stockdale), Broken Commandments de Frank Beal (1919, avec Gladys Brockwell et William Scott) et Blind Hearts de Rowland V. Lee (1921, avec Hobart Bosworth et Wade Boteler).
Lule Warrenton est également réalisatrice de cinq films (dont quatre courts métrages) sortis en 1916 et 1917, notamment When Little Lindy Sang (court métrage, 1916) et A Bit o' Heaven (1917, avec Carl Miller), ce dernier dont elle est aussi productrice.
Par ailleurs actrice de théâtre, elle joue une fois à Broadway (New York) en 1927, dans la pièce The Heaven Tappers (avec Thomas Chalmers et Charles Waldron).
Elle est la mère du directeur de la photographie Gilbert Warrenton (1894-1980).

## Filmographie partielle
(CM= court métrage)

### Comme actrice

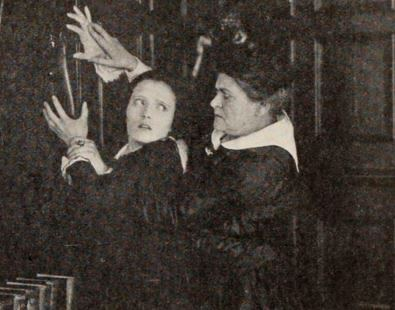
Avec Pauline Starke (à g.), dans Daughter Angele (1918)

- 1913 : His Brand de Lois Weber (CM) : l'infirmière
- 1913 : Le Loup-garou (The Werewolf) d'Henry MacRae (CM) : Kee-On-Ee âgée
- 1914 : Samson de J. Farrell MacDonald : l'épouse de Manoah
- 1914 : Our Enemy's Spy de Henry MacRae (CM) : Mme Wilson
- 1915 : Across the Footlights de Burton L. King (CM) : la propriétaire
- 1915 : A Double Deal in Pork de Frank Lloyd (CM) : Mme De Knickerbocker
- 1915 : The Burden Bearer de Burton L. King
- 1916 : Secret Love de Robert Z. Leonard : la mère
- 1916 : Her Bitter Cup de Joe King et Cleo Madison : une résidente de la pension de famille
- 1916 : It Happened in Honolulu de Lynn Reynolds : Mme Wyland
- 1916 : The Secret of the Swamp de Lynn Reynolds : la gouvernante du diacre
- 1917 : Princess Virtue de Robert Z. Leonard : Clare Demarest
- 1917 : The Scarlet Car de Joseph De Grasse : Mrs. Peabody
- 1917 : The Silent Lady d'Elsie Jane Wilson
- 1918 : Un garçon parfait (More Trouble) d'Ernest C. Warde : la gouvernante
- 1918 : Daughter Angele de William C. Dowlan : Mme Chumnige
- 1919 : The Wilderness Trail d'Edward LeSaint : la vieille Mary
- 1919 : Jackie la petite foraine (Molly of the Follies) de Edward Sloman : Kate Malone
- 1919 : When a Man Rides Alone d'Henry King : Guadalupe Moreno
- 1919 : Broken Commandments de Frank Beal : la servante Hannah
- 1919 : A Fugitive from Matrimony d'Henry King : Kelly
- 1920 : Sa faute (The Sin That Was His) d'Hobart Henley : Mme Blondin
- 1920 : White Lies d'Edward LeSaint : Jacintha
- 1921 : Ladies Must Live de George Loane Tucker : Nora Flanaghan
- 1921 : Blind Hearts de Rowland V. Lee : Rita
- 1922 : Strenght of the Pines d'Edgar Lewis : Elmira Ross
- 1922 : Shirley of the Circus de Rowland V. Lee : Blanquette

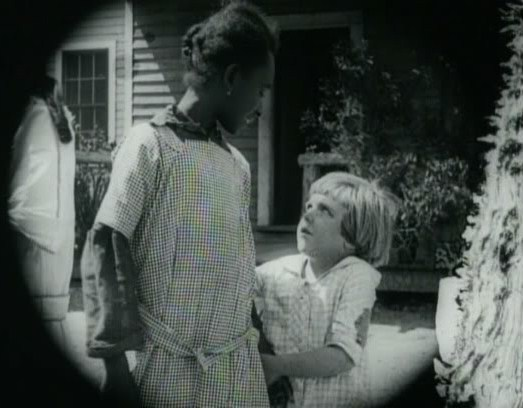
Ernestine Jones (à g.) et Nora Dempsey, dans When Little Lindy Sang (1916, réalisatrice)

### Réalisatrice (intégrale)
- 1916 : Pie (CM)
- 1916 : When Little Lindy Sang (CM)
- 1916 : US Kids (CM) (+ scénariste)
- 1917 : The Valley of Beautiful Things (CM)
- 1917 : A Bit o' Heaven ou The Bird's Christmas Carol (+ productrice)

## Théâtre à Broadway
- 1927 : The Heaven Tappers de George Scarborough et Annette Westbay, mise en scène d'Edwin Carewe : Mme Ketcham